# Guy Barnea
Guy Marcos Barnea –en hebreo, גיא ברנע– (Beerseba, 9 de septiembre de 1987) es un deportista israelí que compitió en natación, especialista en el estilo espalda.
Ganó dos medallas de bronce en el Campeonato Europeo de Natación, en los años 2010 y 2012, y una medalla de plata en el Campeonato Europeo de Natación en Piscina Corta de 2012.

## Palmarés internacional
| Campeonato Europeo                  | Campeonato Europeo | Campeonato Europeo | Campeonato Europeo |
| Año                                 | Lugar              | Medalla            | Prueba             |
| ----------------------------------- | ------------------ | ------------------ | ------------------ |
| 2010                                | Budapest (Hungría) | Medalla de bronce  | 50 m espalda       |
| 2012                                | Debrecen (Hungría) | Medalla de bronce  | 50 m espalda       |
| Campeonato Europeo en Piscina Corta |                    |                    |                    |
| Año                                 | Lugar              | Medalla            | Prueba             |
| 2012                                | Chartres (Francia) | Medalla de plata   | 50 m espalda       |